# 利馬的聖羅莎 (拉烏尼翁省)
聖羅薩德科馬（西班牙語：Santa Rosa de Lima），是薩爾瓦多的城鎮，位於該國東部，由拉烏尼翁省負責管轄，面積128.56平方公里，海拔高度106米，2007年人口27,693，人口密度每平方公里215.41人。
13°37′N 87°54′W / 13.617°N 87.900°W